# 日テレ屋

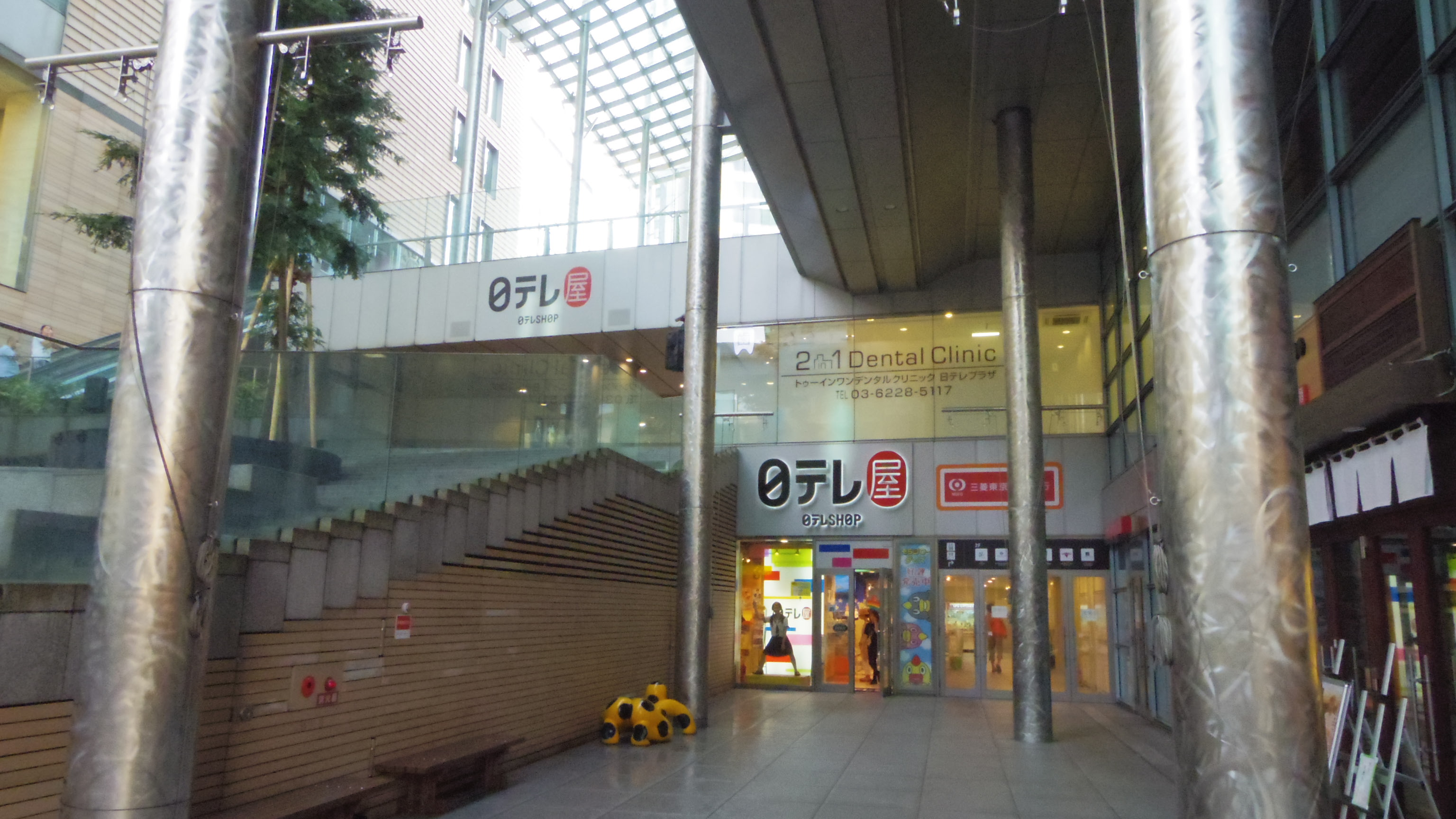
日テレ屋汐留店（日本テレビタワー1階）

日テレ屋（にっテレや）は、株式会社日本テレビサービスが運営し、日本テレビの番組やマスコットキャラクター等の各種グッズを販売している店舗である。

## 店舗
- 汐留店（汐留・日テレタワーB2F）[1]
- 東京駅店（JR東京駅「東京キャラクターストリート」内）
- ゆめんたキャナルシティオーパ店（福岡・キャナルシティ博多内）
- 日テレ屋web（通信販売）
- TrapeFrape（トラッペフラッペ）（羽田空港新国際線ターミナル内、閉業）